# Seest Kirke
Kolding
Seest Kirke er en sognekirke i den vestlige Koldingbydel Seest.
Seest Kirkes kor og skib i romansk stil fra ca. 1180 med senere ombygninger, mens tårnet er fra den sene middelalder.
Sognepræst i Seest Kirke er Anna-Sofie Arendt.
Menighedsrådsformand er Jonas Christensen.